# Betegségek régi neveinek listája

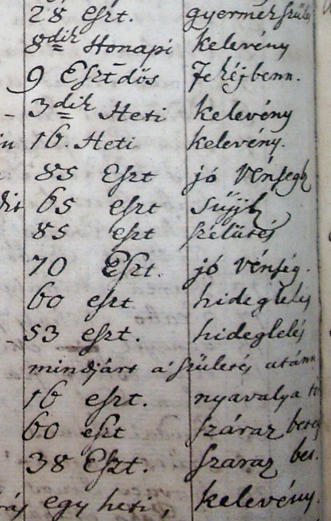
Betegségek felsorolása egy 1801-es tatai anyakönyvben

A lista tartalmazza azon régi betegségneveket (kórságok megnevezéseivel), amelyekkel leggyakrabban egykori anyakönyvekben találkozhatunk, mivel sok esetben feltüntették az elhalt neve mellett halálának okát is.
Azonban sok betegség megnevezése nem egyértelműsíthető egy-egy mai betegség nevével, inkább csak egy-egy tünetre, tünetegyüttesre utal. Az egyes elnevezések tájegységenként is mást jelölhettek.

## A táblázatos lista
| régi magyar                                                  | mai magyar                                                                                            | orvosi neve, kórokozó                        |
| ------------------------------------------------------------ | --- | -------------------------------------------- |
| aggkór                                                       | végelgyengülés                                                                                        | subita morte                                 |
| aggsági elmezavar                                            | demencia                                                                                              | dementia senilitas, psychosis senilitas      |
| arena, fövény, kő                                            | epekő                                                                                                 | arena, lapis                                 |
| aszkór, asszú kórság, aszkórság, hektika                     | bármi, ami legyengüléssel vagy elsorvadással járt (sokszor tüdőkór)                                   | hectica, anorexia cachexia                   |
| álombolygás, éjikóborlás, holdkórság                         | alvajárás                                                                                             | somnambulismus                               |
| bélpoklosság                                                 | lepra                                                                                                 | Mycobacterium leprae                         |
| bolondhagymáz                                                | kiütéses tífusz                                                                                       | typhus                                       |
| boszorkánynyomás, éjjeli nehézség                            | lidércnyomás, rémálmok                                                                                | incubus                                      |
| Bright-kór                                                   | vesebetegség (különféle, ma már jól elkülöníthető vesebetegségek korabeli gyűjtőneve)                 | morbus brightii                              |
| bujakór, francia betegség, franc, vérbaj, francosság         | szifilisz                                                                                             | lues                                         |
| bujasenyves takár, ágyékban való betegség                    | kankó                                                                                                 | gonorrhoea                                   |
| búsongás, búskomorság, nehéz gondolkodás                     | melankólia                                                                                            | melancholia                                  |
| búsongó túlzongás                                            | eksztatikus melankólia                                                                                | melancholia extatica                         |
| cukorvizelés, cukros hugyár, nyershugyozás                   | cukorbetegség                                                                                         | diabetes mellitus                            |
| csömör                                                       | émelygés, hányinger                                                                                   | nausea                                       |
| dagadás                                                      | duzzadás                                                                                              | tumidus                                      |
| dagadozás                                                    | folytonos dagadások, puffadások                                                                       | (egész testre kiható) oedema                 |
| (csúzos) derme, csúsz, csúz                                  | tetanusz                                                                                              | tetanus traumaticus                          |
| dögvész, csoma, mirigy                                       | pestis                                                                                                | pestis                                       |
| dühöngés, dühösség, őrültség, mániás elmezavar, bolondság    | mánia                                                                                                 | mania                                        |
| éjjel való megnyomás                                         | lidércnyomás, éjjeli szorongás                                                                        | ephialtes                                    |
| eléhezés                                                     | éhhalál                                                                                               | marasmus                                     |
| elmebéli bódulás, megbontakozás                              | pszichózis                                                                                            | psychosis                                    |
| epemirigy                                                    | gyomor-bél hurut                                                                                      | gastroenteritis, cholera morbus              |
| epeláz                                                       | (sárgasággal és epehányással járó, ma már jól elkülöníthető betegségek elavult gyűjtőneve)            | febris biliosa                               |
| ereszkedés                                                   | gennyes duzzanat                                                                                      | apostema                                     |
| ételnek megunása                                             | anorexia                                                                                              | anorexia                                     |
| fekete szeplő                                                | szőrtüszőgyulladás                                                                                    | lichen, mentagra                             |
| félguta                                                      | féloldali bénulás                                                                                     | hemiplegia                                   |
| fene                                                         | rák                                                                                                   | cancer                                       |
| folyó süly, vaksüly, seggenvaló süly                         | végbélsérv, végbélelőesés                                                                             | rectocele                                    |
| fúlás, vízbe fúlás                                           | vízbe fulladás                                                                                        | aquis mersa                                  |
| gelyva, golyva                                               | strúma                                                                                                | struma                                       |
| gilisztakór, gilisztasorv, geleszta                          | bélférgesség                                                                                          | helminthiasis                                |
| görcs, görcsök                                               | görcsökkel járó megbetegedés                                                                          | spasmus, spasmi                              |
| görvély(kór)                                                 | a tuberkulózis okozta nyirokcsomó-megnagyobbodás                                                      | tuberculosis                                 |
| gránátnyomás                                                 | poszttraumás stressz zavar (PTSD)                                                                     |                                              |
| gutaütés, szélütés                                           | agyi érkatasztrófa                                                                                    | apoplexia                                    |
| gyöngeség                                                    | életképtelenség (újszülöttek körében)                                                                 | debilitas                                    |
| gyermekágyi láz                                              | szülés utáni bakteriális fertőzés                                                                     | Streptococcus ill. Staphylococcus            |
| gyermekaszály                                                | gyermekek TBC-s megbetegedése                                                                         | tubercolosis                                 |
| hagymáz, ínláz, idegláz, flekktífusz                         | kiütéses tífusz                                                                                       | typhus                                       |
| hajgymáz                                                     | delirium                                                                                              | phrenesis, delirium                          |
| hasi hagymáz                                                 | hastífusz                                                                                             | Salmonella typhi, Typhus abdominalis         |
| havasság, holdkórság, holdkórosság                           | (ma már elkülöníthető pszichiátriai betegségek elavult gyűjtőneve)                                    | seleniasmus, lunatismus                      |
| hányszékelés                                                 | ázsiai kolera                                                                                         | cholera morus                                |
| hévség, hideglelés                                           | láz                                                                                                   | febris                                       |
| himlő                                                        | fekete himlő                                                                                          | variola                                      |
| honvágy, nosztalgia                                          | (régen betegségnek hitték)                                                                            | nostalgia                                    |
| hűdés, rezketegés                                            | bénulás                                                                                               | paralysis                                    |
| idegláz                                                      | lázzal járó idegbaj                                                                                   | febris nervosa                               |
| idegesség                                                    | neuraszténia                                                                                          | neurasthenia                                 |
| idétlenség                                                   | koraszülöttség                                                                                        | partus immaturus, immatura                   |
| ifjúkori elmegyöngeség, korai butulás                        | szkizofrénia                                                                                          | dementia praecox                             |
| iszákosság                                                   | alkoholizmus                                                                                          | dipsomania                                   |
| izzag                                                        | ekcéma                                                                                                | dermatitis atopica                           |
| kásahimlő                                                    | |                                              |
| kelevény, gyülevény                                          | furunkulus, tályog                                                                                    | abscessus                                    |
| kolbászmérgezés                                              | botulizmus                                                                                            | botulismus                                   |
| komorkór                                                     | depresszió, melankólia                                                                                | depressio, melancholia                       |
| korea, kórea, Vitus táncza                                   | vitustánc                                                                                             | chorea Sancti Viti                           |
| kóros elmegyöngeség                                          | szellemi fogyatékosság                                                                                | imbecillitas                                 |
| kórság                                                       | epilepszia                                                                                            | epilepsia, comitialis morbus                 |
| körömméreg                                                   | körömbenövés                                                                                          | reduvia                                      |
| körszakos elmezavar                                          | bipoláris zavar                                                                                       | psychosis circularis                         |
| kű bántás, kő bántás                                         | vese-, epe- vagy más szervi kő                                                                        | calculus, lithiasis                          |
| lob(b)                                                       | különféle gyulladásos betegségek                                                                      | inflammatio                                  |
| mániás depresszió, mániás depressziós elmezavar              | bipoláris zavar                                                                                       | depressio maniaca                            |
| méhgörcs, méhszenv, hisztéria                                | konverziós zavar                                                                                      | hysteria                                     |
| méhüszök                                                     | méhrák (?)                                                                                            |                                              |
| mongol idiotizmus, mongolizmus                               | Down-szindróma                                                                                        | mongolismus                                  |
| nehézkór                                                     | epilepszia                                                                                            | epilepsia                                    |
| nyavalyatörés, eskór, frász                                  | epilepszia                                                                                            | epilepsia                                    |
| őrjöngés                                                     | hallucináció                                                                                          | hallucinatio                                 |
| őrültség, heveny zavarodottság, heveny tébolyodottság        | akut pszichotikus zavar                                                                               | vesania acuta                                |
| patécs                                                       | különböző betegségek bevérzéses, kiütéses tünete [https://www.dermatica.hu/petechia]                  | petechia                                     |
| podágra, podagra                                             | köszvény                                                                                              | arthritis urica                              |
| pokolvar, ölőfene                                            | lépfene                                                                                               | anthrax                                      |
| rásztkór                                                     | hipochondria                                                                                          | hipochondriasis                              |
| rezgörj, reszkető őrjöngés                                   | delirium tremens                                                                                      | delirium tremens                             |
| sápkór, kevésvérűség                                         | vérszegénység, klorózis                                                                               | anaemia                                      |
| sennyedék                                                    | rühösség                                                                                              | scabies                                      |
| senyvedés                                                    | tüdőgyulladás                                                                                         | pneumonia                                    |
| serke                                                        | tetvesség                                                                                             | pediculus                                    |
| sínlődés, sínylődés                                          | betegség miatt elgyengülés                                                                            | marasmus                                     |
| sorvasztó láz                                                | az emberi test elsorvadásával járó lázas tünetegyüttes (tüdőtuberkulózis vagy más megbetegedés miatt) | febris hectica                               |
| süly, süjj, súly, sű                                         | skorbut (C-vitamin hiány)                                                                             | scorbut                                      |
| szárazbetegség, tüdőgümőkór, tüdővész, sorvadás, asszúkórság | tüdőbaj, tuberkulózis, TBC                                                                            | phtisis                                      |
| szegezés, nyilallás                                          | tüdő- vagy mellhártyagyulladás tüneteként jelentkező oldalba nyilaló fájdalom                         | pleurisis                                    |
| Szent Antal tüze                                             | orbánc, anyarozsmérgezés (mikotoxikózis, bizserkór), övsömör                                          | erysipelas, claviceps pupurea, herpes zoster |
| szenvtelen butaság                                           | apátia                                                                                                | apathia                                      |
| szerzett butaság, terminalis butaság                         | mentális betegségek gyűjtőneve                                                                        | anoia                                        |
| szívhűdés                                                    | hirtelen szívmegállás                                                                                 | apoplexia cordis                             |
| szívizom-elfajulás, ütérelfajulás                            | angina pectoris                                                                                       | angina pectoris                              |
| szellemengés, üldözési mánia                                 | paranoia                                                                                              | paranoia                                     |
| szörnyű kelés, mirigy                                        | gennyes duzzanat                                                                                      | apostema                                     |
| tébolyodottság, téboly, dőreség, eszelősség                  | elmebajjal járó betegségek gyűjtőneve                                                                 | vesania                                      |
| terjedő hűdéses butaság                                      | bénulásos elmezavar                                                                                   | dementia paralytica (paralysis progressiva)  |
| túlzongás, észnek eltávozása                                 | eksztázis                                                                                             | extasis                                      |
| tolvajongás                                                  | kleptománia                                                                                           | kleptomania                                  |
| tompaság, elsődleges gyógyítható butaság                     | stupor                                                                                                | stupor                                       |
| torokbaj                                                     | torokkal kapcsolatos megbetegedés                                                                     | malum gutturis                               |
| torokgyík                                                    | diftéria                                                                                              | diphteria                                    |
| tökösség                                                     | sérv, hüvelysérv                                                                                      | hernia, enterocele                           |
| turha                                                        | váladék(os köhögés)                                                                                   | mucus                                        |
| tüdőlob(b)                                                   | tüdőgyulladás                                                                                         | inflammatio pulmonum                         |
| vad hús                                                      | üszkösödés                                                                                            | gangraena                                    |
| váltóláz                                                     | malária                                                                                               | malaria                                      |
| veleszületett butaság                                        | értelmi fogyatékosság                                                                                 | idiotismus                                   |
| veres himlő                                                  | kanyaró                                                                                               | morbilli                                     |
| vénség, jó vénség, aggkór                                    | végelgyengülésben bekövetkező, természetes öregkori halál                                             | tabes senum                                  |
| vérzés                                                       | elvérzés, vérveszteség                                                                                | fluxus sanguinis                             |
| vilanymérgezés (tévesen, két l-lel is)                       | foszformérgezés                                                                                       | veneficium phosphori                         |
| víziszony, ebdüh, gyehes, megdühösödés                       | veszettség                                                                                            | rabies, hydrophobia                          |
| vízkór, vízkórság, bélpoklos                                 | a kiterjedt vizenyőképződéssel (ödéma) járó betegségek                                                | hydropsia                                    |
| vörheny                                                      | skarlát                                                                                               | Streptococcus pyogenes                       |